# Gunnar Olén
Lars Olof Gunnar Olén, född 27 december 1898 i Örby församling, Älvsborgs län, död 29 november 1990 i Karlskrona, var en svensk kyrkoherde och författare känd som "Kavajprästen" i Karlskrona.

## Biografi
Han avlade studentexamen i Göteborg 1917 och prästvigdes 1925 i Lunds domkyrka . Han blev 1925 komminister i Flymens församling och 1928 i Karlskrona stadsförsamling. Han var där sedan kyrkoherde från 1948 till 1965. 
Han växte upp i ett gammalkyrkligt prästhem i Göteborgs stift, men var huvudsakligen verksam i Karlskrona och närliggande församlingar. Han var lågkyrklig och arbetade för ekumenik och allians mellan kyrkliga och frikyrkliga.
Gunnar Olén var son till kyrkoherde Anders Olén och Emma Maria Reuterdahl. Han gifte sig med folkskollärare Nelly Maria Holmström år 1926 och tillsammans fick de tre barn. Britta van Zijl, Benkt Olén och Jan Olof Olén.